# 29910 Segre
A 29910 Segre (ideiglenes jelöléssel 1999 JV8) a Naprendszer kisbolygóövében található aszteroida. Paul G. Comba fedezte fel 1999. május 14-én.
A kisbolygót Corrado Segre (1863–1924) olasz matematikusról nevezték el.